# Стадион Ернандо Силес
Стадион Eрнандо Силес (шп. Estadio Hernando Siles) јесте стадион у Ла Пазу, главном граду Боливије. Има капацитет од 42.000 места. Фудбалска репрезентација, као и тимови ФК Стронг, Ла Паз и Клуб Боливар тамо играју своје домаће утакмице.

## Историја стадиона
Стадион је добио име по 31. председнику Боливије, Ернанду Силесу Суасоу. Стадион се налази у предграђу Мирафлорес у Ла Пазу. Налази се на 3.637 метара надморске висине, што га сврстава међу највише професионалне фудбалске стадионе на свету.  Процена броја гледалаца, капацитет  варира
Званично је отворен 1931. демонстративном фудбалском утакмицом између Стронгтса и Университариоа.
Боливијска репрезентација је 1993. године забележила је историјску победу над Бразилом од 2:0, што је послало домаћине директно у групну фазу Светског првенства 1994. (друга квалификациона група) да игра бараж мечеве за пласман на турнир. Још једна значајна страница коју су боливијски фудбалери написали на стадиону Ернандо Силес је победа над аргентинском репрезентацијом са 6:1 у квалификацијама за Светско првенство у фудбалу 2010. у Јужној Африци.